# Lasalle (Gard)
Pour l’article ayant un titre homophone, voir La Salle.
Lasalle (prononcé [lasal] ; en occitan La Sala) est une commune française située dans l'ouest du département du Gard en région Occitanie, au cœur des Cévennes.
Exposée à un climat méditerranéen, elle est drainée par la Salindrenque et par divers autres petits cours d'eau. Incluse dans les Cévennes, la commune possède un patrimoine naturel remarquable composé de deux zones naturelles d'intérêt écologique, faunistique et floristique.
Lasalle est une commune rurale qui compte 1 166 habitants en 2022, après avoir connu un pic de population de 2 541 habitants en 1861. Ses habitants sont appelés les Lasallois ou  Lasalloises.

## Géographie

### Localisation
Lasalle, située au sud-ouest d'Alès, est accessible par la route départementale RD57 qui relie Thoiras à Saint-Hippolyte-du-Fort.
| Soudorgues | Sainte-Croix-de-Caderle |                              |
|            | Lasalle                 |                              |
| Colognac   |                         | Saint-Bonnet-de-Salendrinque |

### Hydrographie et relief
Lasalle est un village typique des Cévennes, étiré sur 2 km le long de la Salindrenque, rivière qui le traverse. La vallée qui l'abrite se nomme le Val d'émeraude en raison d'un changement de végétation assez net par rapport à la garrigue toute proche.

### Climat
Pour des articles plus généraux, voir Climat de l'Occitanie et Climat du Gard.
En 2010, le climat de la commune est de type climat méditerranéen franc, selon une étude s'appuyant sur une série de données couvrant la période 1971-2000. En 2020, Météo-France publie une typologie des climats de la France métropolitaine dans laquelle la commune est exposée à un climat méditerranéen et est dans la région climatique Provence, Languedoc-Roussillon, caractérisée par une pluviométrie faible en été, un très bon ensoleillement (2 600 h/an), un été chaud (21,5 °C), un air très sec en été, sec en toutes saisons, des vents forts (fréquence de 40 à 50 % de vents > 5 m/s) et peu de brouillards.
Pour la période 1971-2000, la température annuelle moyenne est de 12,8 °C, avec une amplitude thermique annuelle de 16,4 °C. Le cumul annuel moyen de précipitations est de 1 328 mm, avec 8 jours de précipitations en janvier et 3,9 jours en juillet. Pour la période 1991-2020, la température moyenne annuelle observée sur la station météorologique la plus proche, située sur la commune de Colognac à 3 km à vol d'oiseau, est de 12,3 °C et le cumul annuel moyen de précipitations est de 1 502,4 mm,. Pour l'avenir, les paramètres climatiques de la commune estimés pour 2050 selon différents scénarios d’émission de gaz à effet de serre sont consultables sur un site dédié publié par Météo-France en novembre 2022.

### Milieux naturels et biodiversité

#### Espaces protégés
La protection réglementaire est le mode d’intervention le plus fort pour préserver des espaces naturels remarquables et leur biodiversité associée,.
Dans ce cadre, la commune fait partie de l'aire d'adhésion du Parc national des Cévennes. Ce  parc national, créé en 1967, est un territoire de moyenne montagne formé de cinq entités géographiques : le massif de l'Aigoual, le causse Méjean avec les gorges du Tarn et de la Jonte, le mont Lozère, les vallées cévenoles ainsi que le piémont cévenol.
La commune fait partie de la zone de transition des Cévennes, un territoire d'une superficie de 116 032 ha reconnu réserve de biosphère par l'UNESCO en 1985 pour la mosaïque de milieux naturels qui la composent et qui abritent une biodiversité exceptionnelle, avec 2 400 espèces animales, 2 300 espèces de plantes à fleurs et de fougères, auxquelles s’ajoutent d’innombrables mousses, lichens, champignons,.

#### Zones naturelles d'intérêt écologique, faunistique et floristique
L’inventaire des zones naturelles d'intérêt écologique, faunistique et floristique (ZNIEFF) a pour objectif de réaliser une couverture des zones les plus intéressantes sur le plan écologique, essentiellement dans la perspective d’améliorer la connaissance du patrimoine naturel national et de fournir aux différents décideurs un outil d’aide à la prise en compte de l’environnement dans l’aménagement du territoire.
Une ZNIEFF de type 1 est recensée sur la commune :
la « rivière de la Salindrenque à Lasalle » (24 ha), couvrant 4 communes du département et une ZNIEFF de type 2, : 
les « Hautes vallées des Gardons » (73 898 ha), couvrant 48 communes dont 27 dans le Gard et 21 dans la Lozère.

Carte des ZNIEFF de type 1 et 2 à Lasalle.
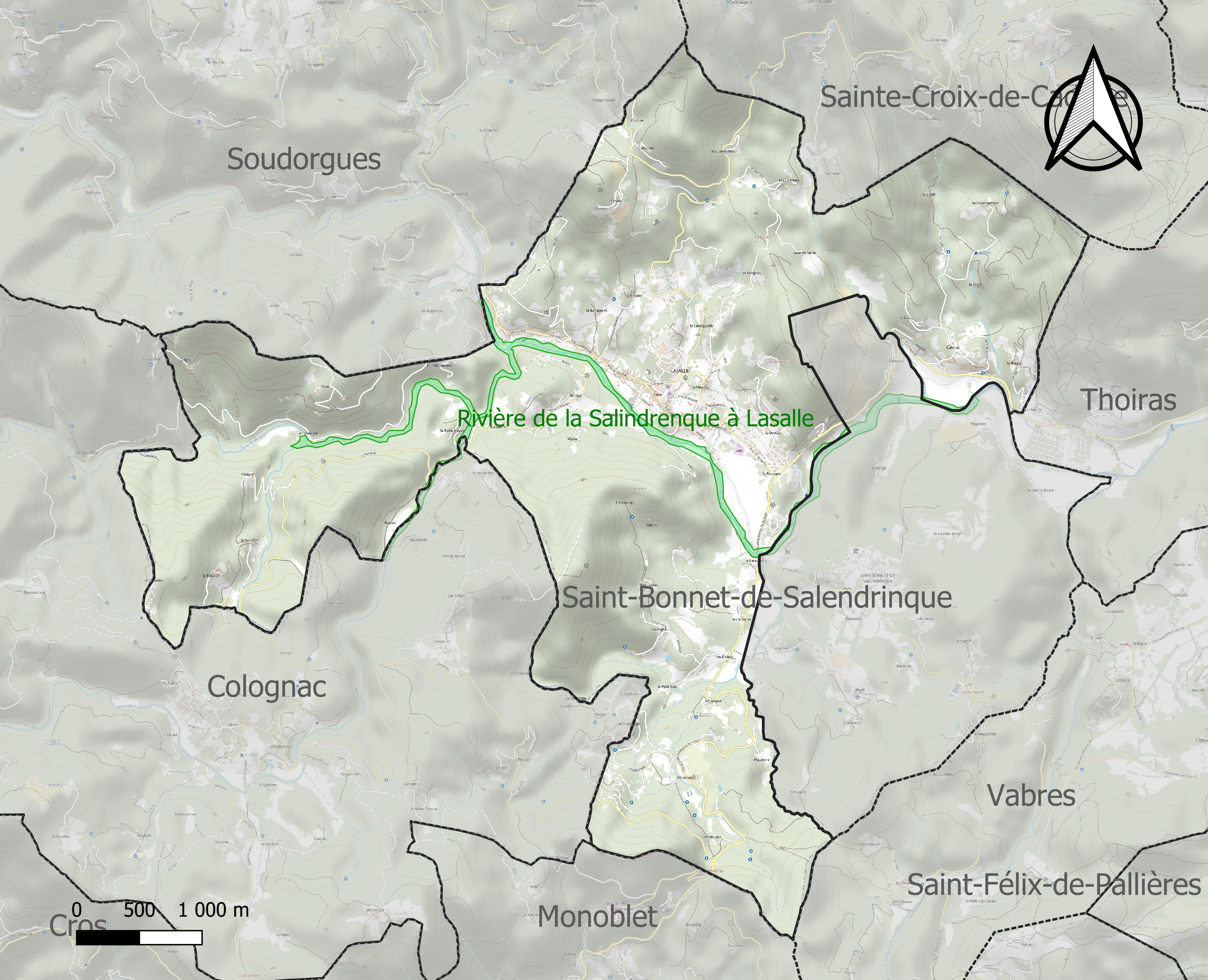
Carte de la ZNIEFF de type 1 sur la commune.
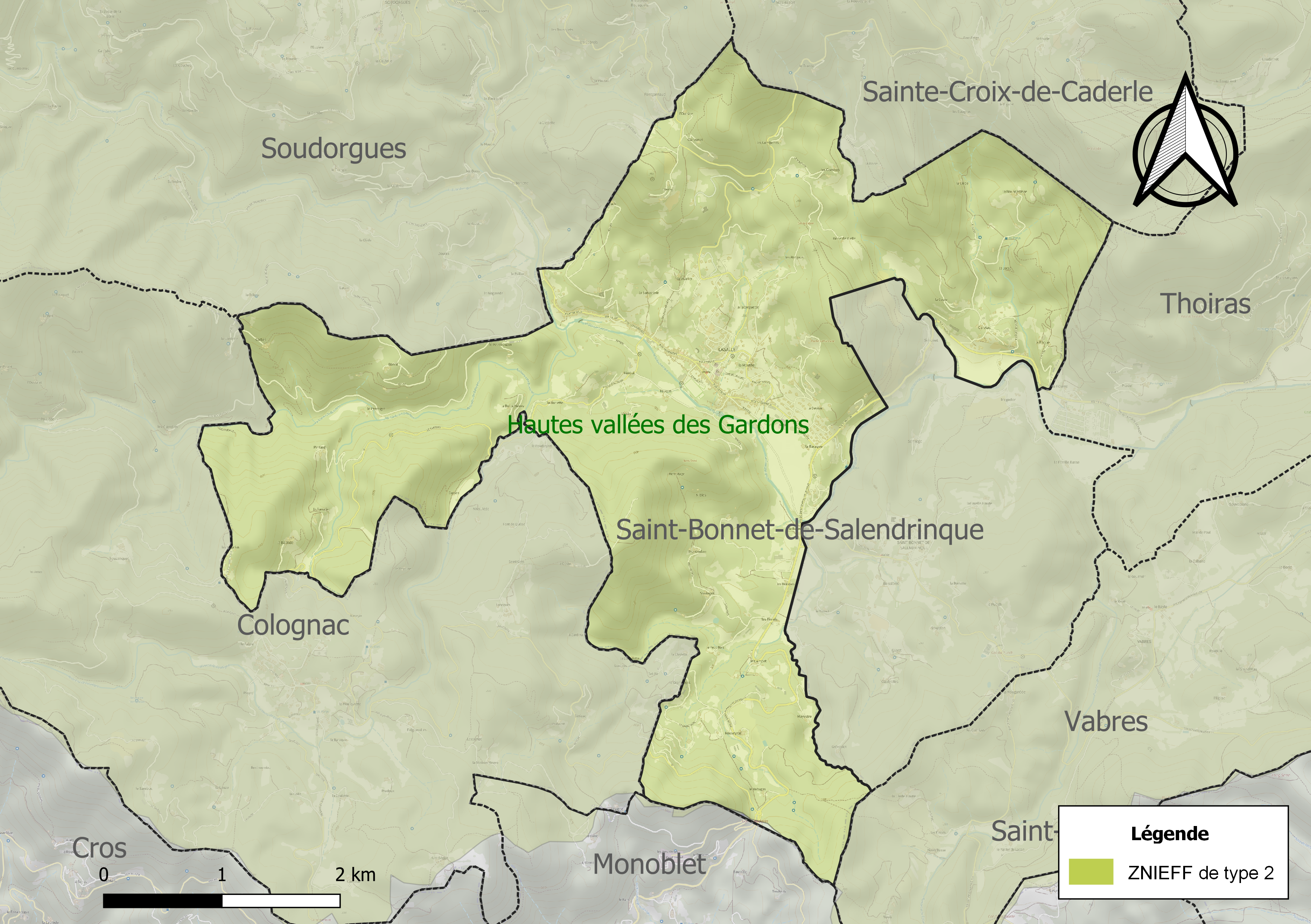
Carte de la ZNIEFF de type 2 sur la commune.

## Urbanisme

### Typologie
Au 1er janvier 2024, Lasalle est catégorisée bourg rural, selon la nouvelle grille communale de densité à sept niveaux définie par l'Insee en 2022.
Elle est située hors unité urbaine et hors attraction des villes,.

### Occupation des sols
L'occupation des sols de la commune, telle qu'elle ressort de la base de données européenne d’occupation biophysique des sols Corine Land Cover (CLC), est marquée par l'importance des forêts et milieux semi-naturels (76,6 % en 2018), une proportion identique à celle de 1990 (76,6 %). La répartition détaillée en 2018 est la suivante : 
forêts (76,6 %), zones agricoles hétérogènes (14 %), zones urbanisées (5,4 %), prairies (4,1 %). L'évolution de l’occupation des sols de la commune et de ses infrastructures peut être observée sur les différentes représentations cartographiques du territoire : la carte de Cassini (XVIIIe siècle), la carte d'état-major (1820-1866) et les cartes ou photos aériennes de l'IGN pour la période actuelle (1950 à aujourd'hui).

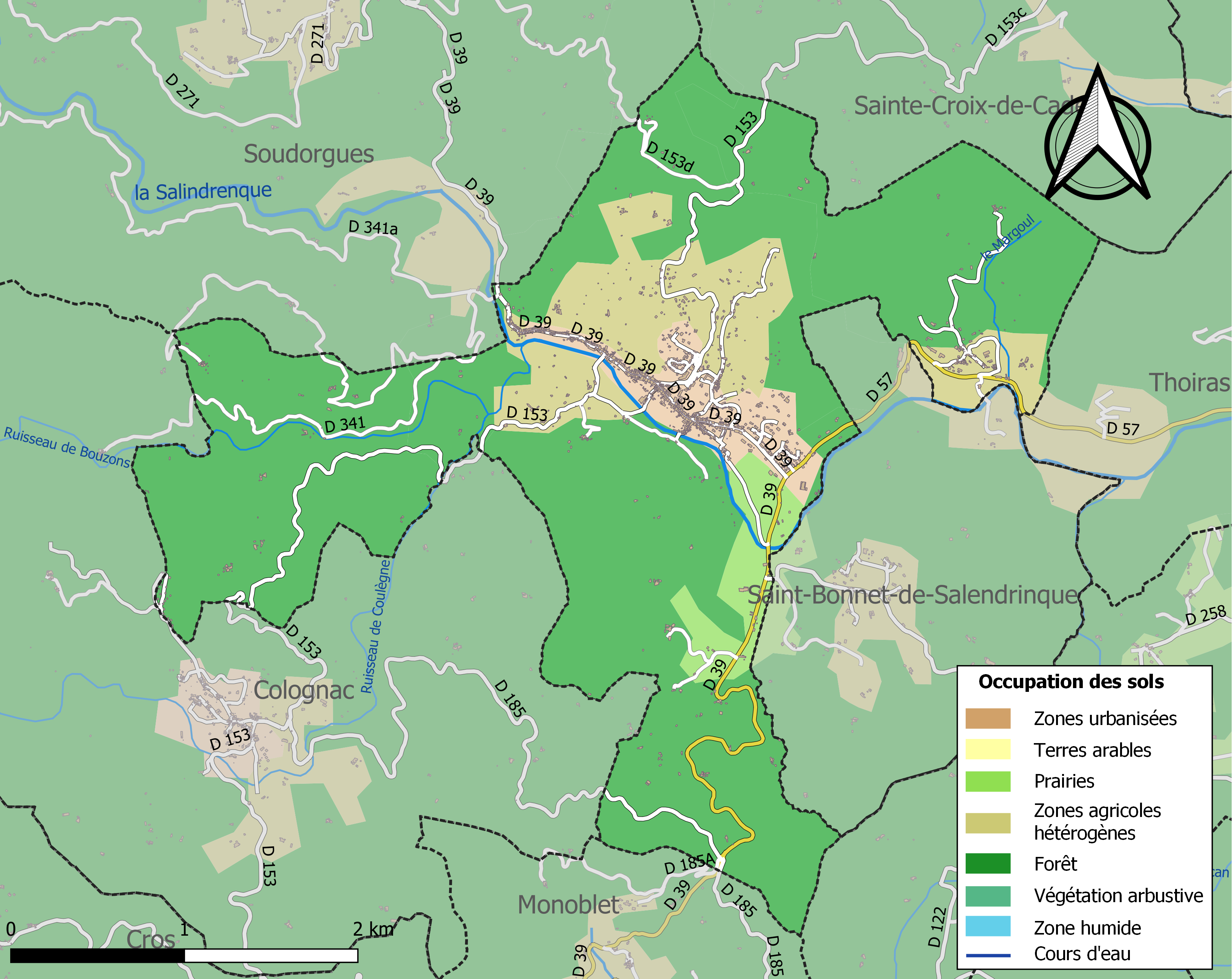
Carte des infrastructures et de l'occupation des sols de la commune en 2018 (CLC).

### Risques majeurs
Le territoire de la commune de Lasalle est vulnérable à différents aléas naturels : météorologiques (tempête, orage, neige, grand froid, canicule ou sécheresse), inondations, feux de forêts, mouvements de terrains et séisme (sismicité faible). Il est également exposé à un risque particulier : le risque de radon. Un site publié par le BRGM permet d'évaluer simplement et rapidement les risques d'un bien localisé soit par son adresse soit par le numéro de sa parcelle.

#### Risques naturels
Certaines parties du territoire communal sont susceptibles d’être affectées par le risque d’inondation par débordement de cours d'eau et par une crue torrentielle ou à montée rapide de cours d'eau, notamment la Salindrenque. La commune a été reconnue en état de catastrophe naturelle au titre des dommages causés par les inondations et coulées de boue survenues en 1982, 1994, 1995, 2002, 2008 et 2014,.

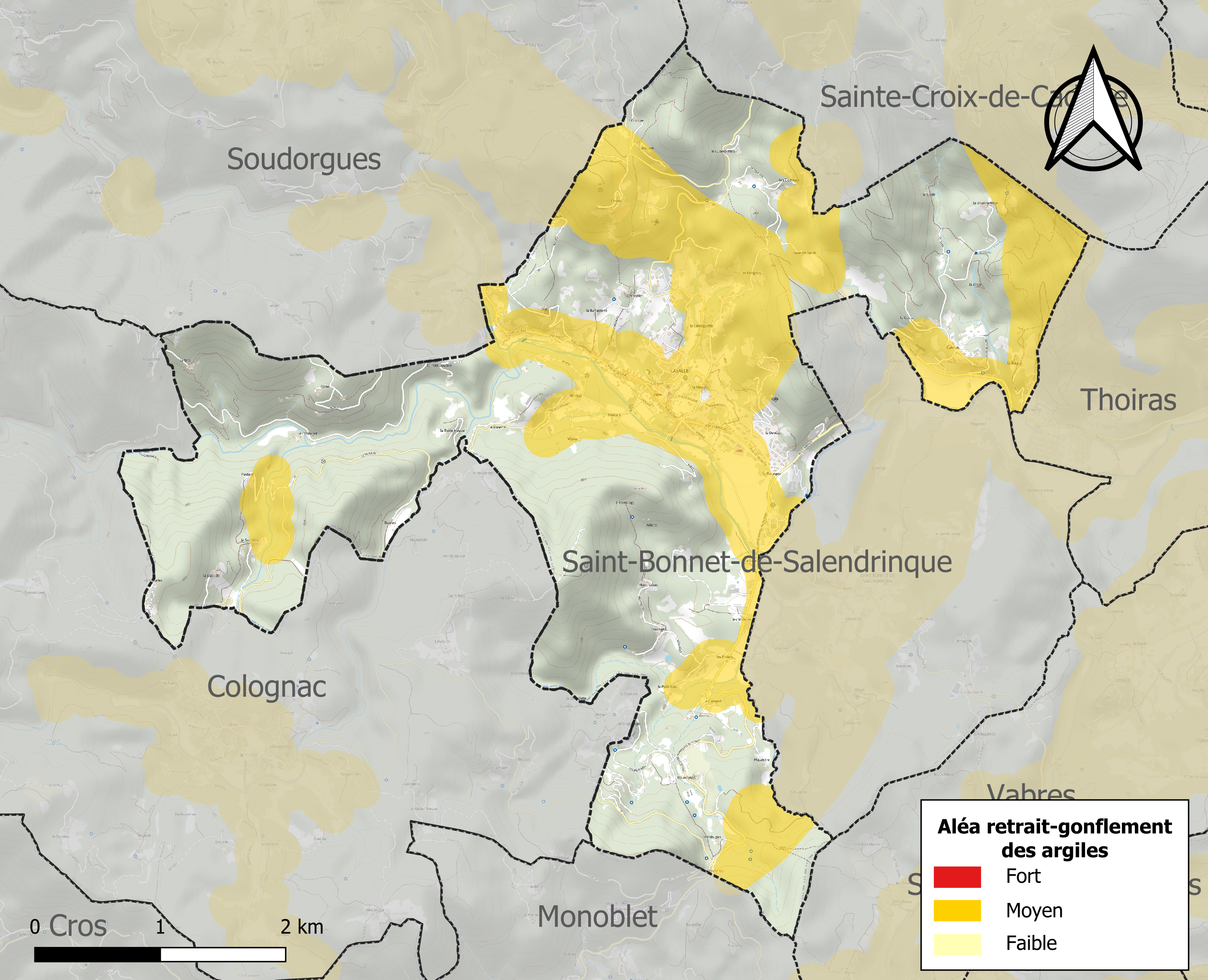
Carte des zones d'aléa retrait-gonflement des sols argileux de Lasalle.

La commune est vulnérable au risque de mouvements de terrains constitué principalement du retrait-gonflement des sols argileux. Cet aléa est susceptible d'engendrer des dommages importants aux bâtiments en cas d’alternance de périodes de sécheresse et de pluie. 33,9 % de la superficie communale est en aléa moyen ou fort (67,5 % au niveau départemental et 48,5 % au niveau national). Sur les 610 bâtiments dénombrés sur la commune en 2019, 439 sont en aléa moyen ou fort, soit 72 %, à comparer aux 90 % au niveau départemental et 54 % au niveau national. Une cartographie de l'exposition du territoire national au retrait gonflement des sols argileux est disponible sur le site du BRGM,.
Par ailleurs, afin de mieux appréhender le risque d’affaissement de terrain, l'inventaire national des cavités souterraines permet de localiser celles situées sur la commune.

#### Risque particulier
Dans plusieurs parties du territoire national, le radon, accumulé dans certains logements ou autres locaux, peut constituer une source significative d’exposition de la population aux rayonnements ionisants. Certaines communes du département sont concernées par le risque radon à un niveau plus ou moins élevé. Selon la classification de 2018, la commune de Lasalle est classée en zone 3, à savoir zone à potentiel radon significatif.

## Histoire

### Moyen Âge
Le village est mentionné en 1274, Ecclesia de la Salle dans le cartulaire du chapitre de Notre-Dame de Bonheur.

### Époque moderne
La culture protestante y fut longtemps dominante, notamment lors de la Guerre des Cévennes au début du XVIIIe siècle. Les camisards (paysans protestants) trouvent refuge au village pendant les guerres de religion.

### Époque contemporaine
Le village de Lasalle fut fortement marqué par l'industrie de la soie : il reste de nombreuses magnaneries aujourd'hui transformées en habitations privées.
Durant la Seconde Guerre mondiale, sous l’occupation allemande, les habitants protègent les Juifs ; dix de ces habitants ont été nommés Justes parmi les nations.

## Politique et administration

### Liste des maires
| Période                                  | Période  | Identité            | Étiquette | Qualité                                                                      |
| ---------------------------------------- | -------- | ------------------- | --------- | ---------------------------------------------------------------------------- |
| 1989                                     | 1995     | Christian Flaissier | SE        | Conseiller général du canton de Lasalle                                      |
| 1995                                     | 2001     | Jean Louis Pésenti  |           |                                                                              |
| 2001                                     | 2008     | Michel Mejean       | PCF       |                                                                              |
| 2008                                     | En cours | Henri de Latour     | DVG       | Vice-président de la communauté de communes du Pays de l'Aigoual depuis 2013 |
| Les données manquantes sont à compléter. |          |                     |           |                                                                              |

## Population et société

### Démographie
L'évolution du nombre d'habitants est connue à travers les recensements de la population effectués dans la commune depuis 1793. Pour les communes de moins de 10 000 habitants, une enquête de recensement portant sur toute la population est réalisée tous les cinq ans, les populations de référence des années intermédiaires étant quant à elles estimées par interpolation ou extrapolation. Pour la commune, le premier recensement exhaustif entrant dans le cadre du nouveau dispositif a été réalisé en 2007.

En 2022, la commune comptait 1 166 habitants, en évolution de +1,66 % par rapport à 2016 (Gard : +2,97 %, France hors Mayotte : +2,11 %).
| 1793  | 1800  | 1806  | 1821  | 1831  | 1836  | 1841  | 1846  | 1851  |
| ----- | ----- | ----- | ----- | ----- | ----- | ----- | ----- | ----- |
| 2 083 | 1 935 | 2 115 | 2 093 | 2 270 | 2 296 | 2 354 | 2 480 | 2 487 |

| 1856  | 1861  | 1866  | 1872  | 1876  | 1881  | 1886  | 1891  | 1896  |
| ----- | ----- | ----- | ----- | ----- | ----- | ----- | ----- | ----- |
| 2 477 | 2 541 | 2 538 | 2 430 | 2 515 | 2 432 | 2 361 | 2 404 | 2 350 |

| 1901  | 1906  | 1911  | 1921  | 1926  | 1931  | 1936  | 1946  | 1954  |
| ----- | ----- | ----- | ----- | ----- | ----- | ----- | ----- | ----- |
| 2 298 | 2 274 | 2 035 | 1 548 | 1 482 | 1 303 | 1 282 | 1 314 | 1 199 |

| 1962  | 1968  | 1975  | 1982  | 1990  | 1999  | 2006  | 2007  | 2012  |
| ----- | ----- | ----- | ----- | ----- | ----- | ----- | ----- | ----- |
| 1 184 | 1 201 | 1 018 | 1 040 | 1 007 | 1 033 | 1 052 | 1 055 | 1 135 |

| 2017  | 2022  | - | - | - | - | - | - | - |
| ----- | ----- | - | - | - | - | - | - | - |
| 1 140 | 1 166 | - | - | - | - | - | - | - |

### Manifestations culturelles et festivités
Lasalle, avec 1166 habitants, a une forte vie associative, puisqu'elle en recense plus de 50[réf. souhaitée].
Les principaux lieux de vie sociale de Lasalle sont la place centrale (mairie, église, temple de forme ronde, école et cafés), le stade et enfin les berges de la Salindrenque, ainsi que le gouffre, coin de rivière où un petit pont et les rochers font le bonheur des petits et grand durant l'été.

#### Festival de films documentaires
Depuis 2001, l'association Champ-Contrechamp organise chaque année lors du week-end de l'Ascension en mai son festival de films documentaires.
| Fréquentation du festival par année | Fréquentation du festival par année |
| Année                               | Visiteurs                           |
| ----------------------------------- | ----------------------------------- |
| 2002                                | 608                                 |
| 2003                                | 1014                                |
| 2004                                | 1430                                |
| 2005                                | 2118                                |
| 2006                                | 2212                                |
| 2007                                | 2884                                |
| 2008                                | 3884                                |
| 2009                                | 5038                                |

Les projections ont lieu dans 4 salles : le temple, l'église, la filature du pont de fer, et le foyer. De nombreuses associations et bénévoles aident à la mise en place de ce festival, et la venue des réalisateurs et autres invités présents tout au long du festival, font la richesse des débats à la fin des projections.

## Économie

### Revenus
En 2018  (données Insee publiées en septembre 2021), la commune compte 560 ménages fiscaux, regroupant 1 014 personnes. La médiane du revenu disponible par unité de consommation est de 17 460 € (20 020 € dans le département).

### Emploi
|                | 2008   | 2013   | 2018   |
| -------------- | ------ | ------ | ------ |
| Commune        | 11,8 % | 14,1 % | 17,6 % |
| Département    | 10,6 % | 12 %   | 12 %   |
| France entière | 8,3 %  | 10 %   | 10 %   |

En 2018, la population âgée de 15 à 64 ans s'élève à 606 personnes, parmi lesquelles on compte 72 % d'actifs (54,4 % ayant un emploi et 17,6 % de chômeurs) et 28 % d'inactifs,. Depuis 2008, le taux de chômage communal (au sens du recensement) des 15-64 ans est supérieur à celui de la France et du département.
La commune est hors attraction des villes,. Elle compte 364 emplois en 2018, contre 338 en 2013 et 387 en 2008. Le nombre d'actifs ayant un emploi résidant dans la commune est de 338, soit un indicateur de concentration d'emploi de 107,9 % et un taux d'activité parmi les 15 ans ou plus de 46,4 %.
Sur ces 338 actifs de 15 ans ou plus ayant un emploi, 210 travaillent dans la commune, soit 62 % des habitants. Pour se rendre au travail, 66,5 % des habitants utilisent un véhicule personnel ou de fonction à quatre roues, 1,2 % les transports en commun, 18,8 % s'y rendent en deux-roues, à vélo ou à pied et 13,6 % n'ont pas besoin de transport (travail au domicile).

### Activités hors agriculture
150 établissements sont implantés  à Lasalle au 31 décembre 2019. Le tableau ci-dessous en détaille le nombre par secteur d'activité et compare les ratios avec ceux du département,.
| Secteur d'activité                                                                                        | Commune | Commune | Département |
| Secteur d'activité                                                                                        | Nombre  | %       | %           |
| --- | ------- | ------- | ----------- |
| Ensemble                                                                                                  | 150     | 100 %   | (100 %)     |
| Industrie manufacturière, industries extractives et autres                                                | 24      | 16 %    | (7,9 %)     |
| Construction                                                                                              | 26      | 17,3 %  | (15,5 %)    |
| Commerce de gros et de détail, transports, hébergement et restauration                                    | 32      | 21,3 %  | (30 %)      |
| Information et communication                                                                              | 4       | 2,7 %   | (2,2 %)     |
| Activités financières et d'assurance                                                                      | 3       | 2 %     | (3 %)       |
| Activités immobilières                                                                                    | 4       | 2,7 %   | (4,1 %)     |
| Activités spécialisées, scientifiques et techniques et activités de services administratifs et de soutien | 15      | 10 %    | (14,9 %)    |
| Administration publique, enseignement, santé humaine et action sociale                                    | 29      | 19,3 %  | (13,5 %)    |
| Autres activités de services                                                                              | 13      | 8,7 %   | (8,8 %)     |

Le secteur du commerce de gros et de détail, des transports, de l'hébergement et de la restauration est prépondérant sur la commune puisqu'il représente 21,3 % du nombre total d'établissements de la commune (32 sur les 150 entreprises implantées  à Lasalle), contre 30 % au niveau départemental.

### Agriculture
La commune est dans les Cévennes, une petite région agricole occupant l'ouest du département du Gard. En 2020, l'orientation technico-économique de l'agriculture  sur la commune est la polyculture et/ou le polyélevage.
|               | 1988 | 2000 | 2010 | 2020 |
| ------------- | ---- | ---- | ---- | ---- |
| Exploitations | 25   | 17   | 14   | 14   |
| SAU (ha)      | 375  | 476  | 90   | 183  |

Le nombre d'exploitations agricoles en activité et ayant leur siège dans la commune est passé de 25 lors du recensement agricole de 1988  à 17 en 2000 puis à 14 en 2010 et enfin à 14 en 2020, soit une baisse de 44 % en 32 ans. Le même mouvement est observé à l'échelle du département qui a perdu pendant cette période 61 % de ses exploitations,. La surface agricole utilisée sur la commune a également diminué, passant de 375 ha en 1988 à 183 ha en 2020. Parallèlement la surface agricole utilisée moyenne par exploitation a baissé, passant de 15 à 13 ha.

## Culture locale et patrimoine

### Édifices civils
- Le Château du Solier à Lasalle (30460) ;
- Le Château de Calviac domine le hameau de Calviac, faisant face au Castellas de Saint Bonnet. Il date du XIIIe siècle.

### Édifices religieux
- Église Saint-Pierre de Lasalle ;
- Temple protestant de Lasalle[34].

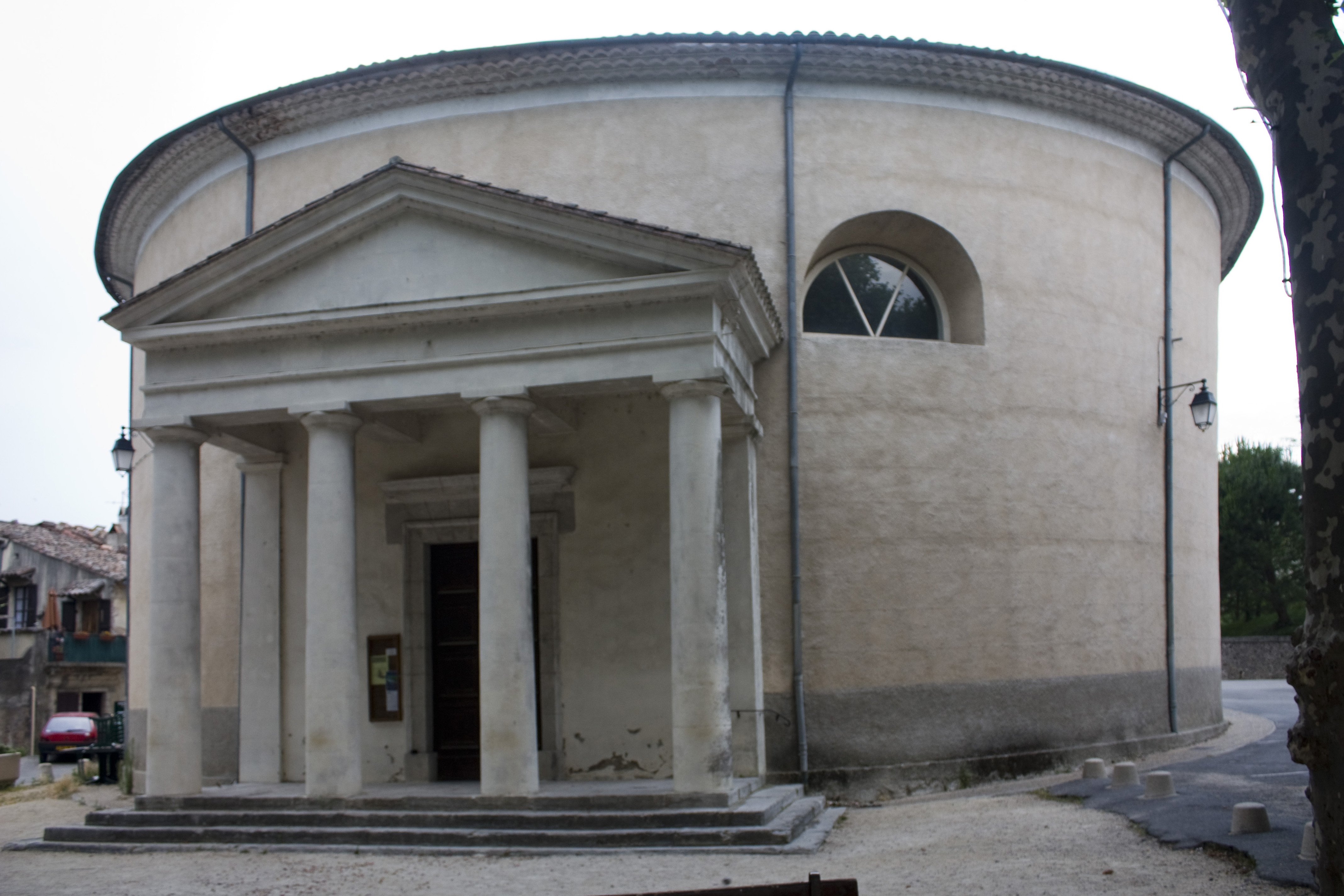
Temple semi-circulaire.
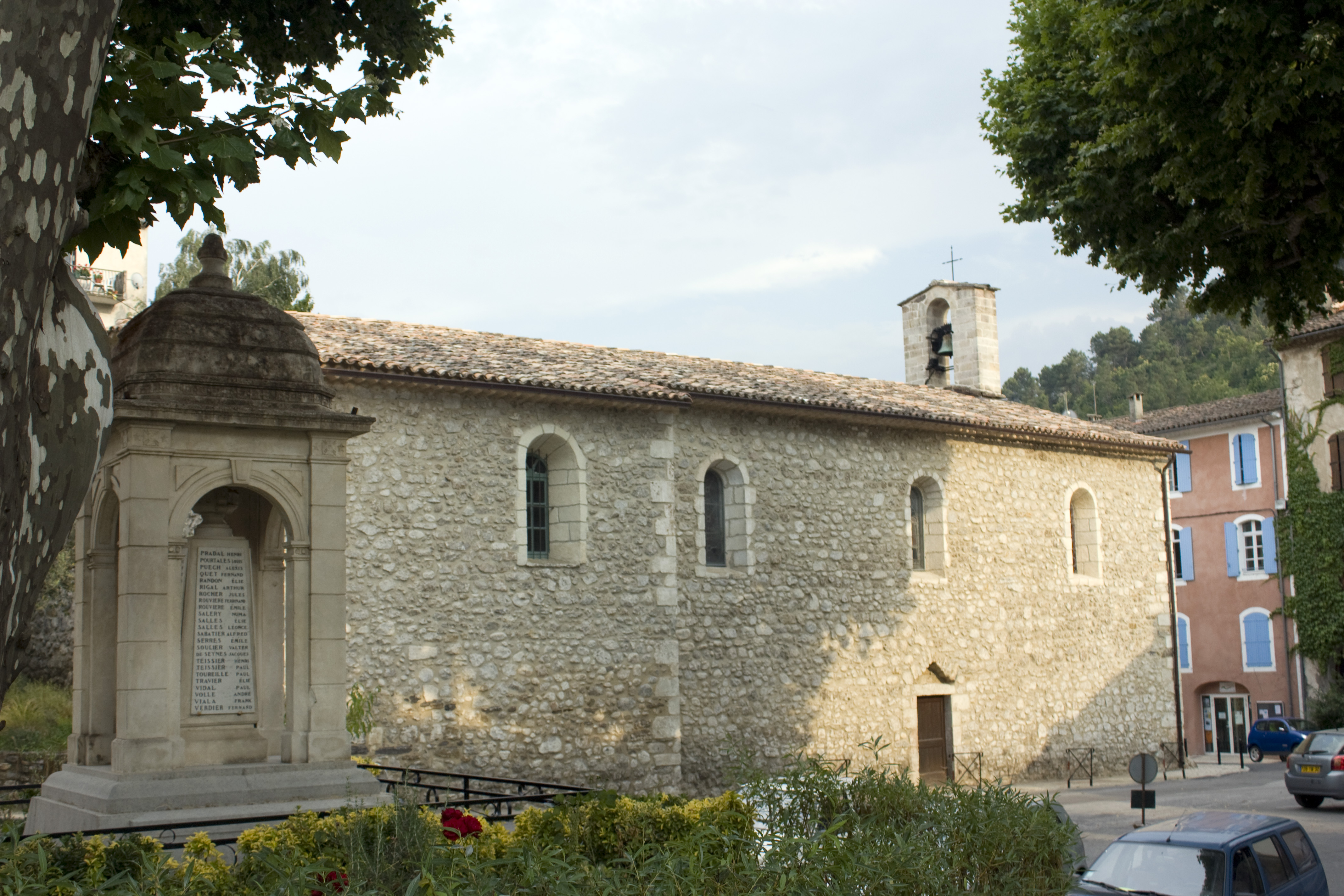
Le monument aux morts et l'église.

### Patrimoine culturel
- Filature du pont de fer ;
- Foyer.

### Patrimoine environnemental
- Berges de la Salindrenque.

### Personnalités liées à la commune
- Pierre Bost (1901-1975), scénariste et dialoguiste, y est né ;
- Jean-Marie Granier (1922-2007), graveur et illustrateur ;
- Élie Lafont (1740-1810), général de brigade ;
- Paul Tondut (1909-1982), député du Gard ;
- Étienne de Seynes (1859-1930), député du Gard.
- Vicky Colombet (1953), peintre franco-américaine, séjourne huit ans à Lasalle.
- gandalf-fi (1950), magicien , séjourne quarante ans à Lasalle.

### Lieu de tournage
Le village a été le lieu et le sujet de tournage du film « Bien de chez nous ».

## Héraldique
| Blason de Lasalle (Gard) | Blason  | De gueules, à un château d'or.                   |
| Blason de Lasalle (Gard) | Détails | Le statut officiel du blason reste à déterminer. |